# Division 1 Féminine
Division 1 Féminine – najwyższa w hierarchii klasa kobiecych ligowych rozgrywek piłkarskich we Francji, będąca jednocześnie najwyższym szczeblem centralnym (I poziom ligowy), utworzona w 1974 roku i zarządzana przez Francuski Związek Piłki Nożnej (FFF). Zmagania w jej ramach toczą się cyklicznie (co sezon) systemem kołowym „jesień-wiosna” i przeznaczone są dla 12 najlepszych drużyn klubowych. Jej triumfator zostaje Mistrzem Francji, zaś najsłabsze drużyny są relegowane do Division 2 Féminine (II ligi francuskiej).

## Historia
Mistrzostwa Francji w piłce nożnej kobiet zostały pierwotnie utworzone w 1918 roku i zarządzane przez Fédération des Sociétés Féminines Sportives de France (FSFSF), kobiecą organizację piłkarską we Francji, kierowaną przez pionierkę kobiecego futbolu Alice Milliat. Mistrzostwa trwały dwanaście sezonów, po czym zostały rozwiązane z powodu zakazu kobiecej piłki nożnej. W 1974 roku piłka nożna kobiet została oficjalnie przywrócona dzięki funduszom Francuskiej Federacji Piłki Nożnej. Rozgrywki odbywały się najpierw w regionach, a potem systemem pucharowym wyłaniano mistrza. Od sezonu 1992/93 mistrzem zostawał zwycięzca rozgrywek ligowych o nazwie Championnat National 1 A. W 2002/03 liga zmieniła nazwę na Division 1 Féminine. Profesjonalizm został wprowadzony w sezonie 2009/10, a piłkarki we Francji zaczęły podpisywać profesjonalne kontrakty ze swoimi klubami w tym samym sezonie, z których najbardziej utytułowanym jest Olympique Lyon.

## Skład ligi w sezonie 2022/23
| Klub                | Miasto         |
| ------------------- | -------------- |
| Girondins Bordeaux  | Bordeaux       |
| Dijon FCO           | Dijon          |
| FC Fleury 91        | Fleury-Mérogis |
| EA Guingamp         | Guingamp       |
| Le Havre AC         | Hawr           |
| Montpellier HSC     | Montpellier    |
| Olympique Lyon      | Lyon           |
| Paris FC            | Paryż          |
| Paris Saint-Germain | Paryż          |
| Rodez AF            | Rodez          |
| Stade de Reims      | Reims          |
| ASJ Soyaux-Charente | Soyaux         |

## Mistrzostwa FSFSF (1918–1932)
| Sezon   | Mistrz             | Wicemistrz           |
| ------- | ------------------ | -------------------- |
| 1918/19 | Fémina Sport       | En Avant             |
| 1919/20 | En Avant           | Fémina Sport         |
| 1920/21 | En Avant           | Sportives de Reims   |
| 1921/22 | Sportives de Paris | Sportives de Reims   |
| 1922/23 | Fémina Sport       | Sportives de Reims   |
| 1923/24 | Fémina Sport       | La Clodoaldienne     |
| 1924/25 | Olympique          | Nova Fémina          |
| 1925/26 | Fémina Sport       | Cadettes de Gascogne |
| 1926/27 | Fémina Sport       | Cadettes de Gascogne |
| 1927/28 | Fémina Sport       | Dunlop Sports        |
| 1928/29 | Fémina Sport       | Dunlop Sports        |
| 1929/30 | Fémina Sport       | CASG Marseille       |
| 1930/31 | Fémina Sport       | Cadettes de Gascogne |
| 1931/32 | Fémina Sport       | Dunlop Sports        |

Podsumowanie:
- Fémina Sports Paris (11 zwycięstw)
- En Avant Paris (2 zwycięstwa)
- Les Sportives de Paris (1 zwycięstwo)

## Mistrzowie i pozostali medaliści
| Sezon                                                                                     | K   | K                                                                     | T | Zwycięzca       | Wynik        | Finalista              | Data, miejsce                                    | Br. | Król strzelców          | Uwagi                     |
| Mistrzostwa Francji w piłce nożnej kobiet (fr. Championnat de France féminin de football) |     |                                                                       |   |                 |              |                        |                                                  |     |                         |                           |
| 1974/75                                                                                   |     |                                                                       | 1 | Stade de Reims  | 5:0          | Arago Sport Orléans    | 31.05.1974, Stade Auguste-Delaune, Reims, 3.000  | 5   | Marie-Bernadette Thomas | 16 klubów w 4gr.+ playoff |
| 1975/76                                                                                   |     |                                                                       | 2 | Stade de Reims  | 4:1          | FC Rouen               | 9.05.1976, Stade Auguste-Delaune, Reims, 1.000   |     |                         | 18 klubów w 4gr.+ playoff |
| 1975/76                                                                                   | 4:0 | 16.05.1976, Stade de la Ferme, Rouen, 900                             | 2 | Stade de Reims  |              | FC Rouen               |                                                  |     |                         | 18 klubów w 4gr.+ playoff |
| 1976/77                                                                                   |     |                                                                       | 3 | Stade de Reims  | 4:0          | Caluire Saint-Clair SC | 8.05.1977, Stade Auguste-Delaune, Reims, 800     |     |                         | 20 klubów w 4gr.+ playoff |
| 1976/77                                                                                   | 0:1 | 15.05.1977, Complexe sportif Terre des Lièvres, Caluire-et-Cuire, 474 | 3 | Stade de Reims  |              | Caluire Saint-Clair SC |                                                  |     |                         | 20 klubów w 4gr.+ playoff |
| 1977/78                                                                                   |     |                                                                       | 1 | AS Étrœungt     | 1:0          | Stade de Reims         | 30.04.1978, Stade inconnu, Étrœungt, 1.360       |     |                         | 20 klubów w 4gr.+ playoff |
| 1977/78                                                                                   | 1:1 | 7.05.1978, Stade Auguste-Delaune, Reims, 300                          | 1 | AS Étrœungt     |              | Stade de Reims         |                                                  |     |                         | 20 klubów w 4gr.+ playoff |
| 1978/79                                                                                   |     |                                                                       | 2 | AS Étrœungt     | 2:0          | Stade de Reims         | 1979, Stade Auguste-Delaune, Reims, 1.000        |     |                         | 20 klubów w 4gr.+ playoff |
| 1978/79                                                                                   | 1:2 | 27.05.1979, Stade inconnu, Étrœungt, 1.506                            | 2 | AS Étrœungt     |              | Stade de Reims         |                                                  |     |                         | 20 klubów w 4gr.+ playoff |
| 1979/80                                                                                   |     |                                                                       | 4 | Stade de Reims  | 2:0          | AS Soyaux              | 15.05.1980, Stade inconnu, Juvisy-sur-Orge, 597  |     |                         | 48 klubów w 6gr.+ playoff |
| 1980/81                                                                                   |     |                                                                       | 3 | AS Étrœungt     | 1:1 (k. 5:4) | Stade de Reims         | 31.05.1981, Stade des Pins, Bischwiller          |     |                         | 48 klubów w 6gr.+ playoff |
| 1981/82                                                                                   |     |                                                                       | 5 | Stade de Reims  | 2:1          | AS Étrœungt            | 6.06.1982, Stade inconnu, Moulins, 162           |     |                         | 48 klubów w 6gr.+ playoff |
| 1982/83                                                                                   |     |                                                                       | 1 | VGA Saint-Maur  | 1:1 (k. 7:6) | FCF Hénin-Beaumont     | 12.06.1983, Stade De Lapalud, Pierrelatte, 400   |     |                         | 48 klubów w 8gr.+ playoff |
| 1983/84                                                                                   |     |                                                                       | 1 | ASJ Soyaux      | 1:0          | VGA Saint-Maur         | 3.06.1984, Stade Municipal, Sully-sur-Loire, 595 |     |                         | 48 klubów w 8gr.+ playoff |
| 1984/85                                                                                   |     |                                                                       | 2 | VGA Saint-Maur  | 2:0          | FC Lyon                | 23.06.1985, Stade inconnu, Moulins, 475          |     |                         | 48 klubów w 8gr.+ playoff |
| 1985/86                                                                                   |     |                                                                       | 3 | VGA Saint-Maur  | 5:1          | ASJ Soyaux             | 25.05.1986, Stade Robert Brettes, Mérignac, 800  |     |                         | 48 klubów w 8gr.+ playoff |
| 1986/87                                                                                   |     |                                                                       | 4 | VGA Saint-Maur  | 3:0          | ASJ Soyaux             | 14.06.1987, Stade Vuillermet, Lyon, 383          |     |                         | 48 klubów w 6gr.+ playoff |
| 1987/88                                                                                   |     |                                                                       | 5 | VGA Saint-Maur  | 1:1 (k. 3:2) | FCF Hénin-Beaumont     | 19.06.1988, Stade Léo Lagrange, Guéret, 700      |     |                         | 30 klubów w 3gr.+ playoff |
| 1988/89                                                                                   |     |                                                                       | 1 | CS Saint-Brieuc | 2:2 (k. 5:4) | ASJ Soyaux             | 4.06.1989, Stade Gaston Petit, Châteauroux, 500  |     |                         | 30 klubów w 3gr.+ playoff |
| 1989/90                                                                                   |     |                                                                       | 6 | VGA Saint-Maur  | 3:0          | JSF Poissy             | 17.06.1990, Parc Vauvert, Clamecy                |     |                         | 30 klubów w 3gr.+ playoff |
| 1990/91                                                                                   |     |                                                                       | 1 | FC Lyon         | 1:1 (k. 4:2) | VGA Saint-Maur         | 16.06.1991, Stadium Municipal, Tuluza            |     |                         | 30 klubów w 3gr.+ playoff |
| 1991/92                                                                                   |     |                                                                       | 1 | FCF Juvisy      | 3:2          | CS Saint-Brieuc        | 21.06.1992, CS Joseph Biechlin, Modenheim        |     |                         | 30 klubów w 3gr.+ playoff |

| Sezon                                            | K | K | T  | Mistrz              | Wicemistrz          | III miejsce         | Br. | Król strzelców          | Uwagi     |
| Mistrzostwa Krajowe 1A (Championnat National 1A) |   |   |    |                     |                     |                     |     |                         |           |
| 1992/93                                          |   |   | 2  | FC Lyon             | FCF Juvisy          | VGA Saint-Maur      |     |                         | 12 klubów |
| 1993/94                                          |   |   | 2  | FCF Juvisy          | FC Lyon             | ASPTT Strasbourg    |     |                         | 12 klubów |
| 1994/95                                          |   |   | 3  | FC Lyon             | Toulouse OAC        | FCF Juvisy          |     |                         | 12 klubów |
| 1995/96                                          |   |   | 3  | FCF Juvisy          | ASJ Soyaux          | Toulouse OAC        |     |                         | 12 klubów |
| 1996/97                                          |   |   | 4  | FCF Juvisy          | Toulouse OAC        | CS Saint-Brieuc     |     |                         | 12 klubów |
| 1997/98                                          |   |   | 4  | FC Lyon             | FCF Juvisy          | Toulouse OAC        |     |                         | 12 klubów |
| 1998/99                                          |   |   | 1  | Toulouse OAC        | ESOF La Roche       | FCF Juvisy          |     |                         | 12 klubów |
| 1999/00                                          |   |   | 2  | Toulouse OAC        | FCF Juvisy          | ESOF La Roche       |     |                         | 12 klubów |
| 2000/01                                          |   |   | 3  | Toulouse OAC        | ESOF La Roche       | FCF Juvisy          |     |                         | 12 klubów |
| 2001/02                                          |   |   | 4  | Toulouse FC         | FCF Juvisy          | FC Lyon             | 22  | Marinette Pichon        | 12 klubów |
| 1. Dywizja kobiet (fr. Division 1 Féminine)      |   |   |    |                     |                     |                     |     |                         |           |
| 2002/03                                          |   |   | 5  | FCF Juvisy          | FC Lyon             | Montpellier HSC     | 26  | Sandrine Brétigny       | 12 klubów |
| 2003/04                                          |   |   | 1  | Montpellier HSC     | FC Lyon             | FCF Juvisy          | 18  | Claire Morel            | 12 klubów |
| 2004/05                                          |   |   | 2  | Montpellier HSC     | FCF Juvisy          | Olympique Lyon      | 38  | Marinette Pichon        | 12 klubów |
| 2005/06                                          |   |   | 6  | FCF Juvisy          | Montpellier HSC     | Olympique Lyon      | 36  | Marinette Pichon        | 12 klubów |
| 2006/07                                          |   |   | 1  | Olympique Lyon      | Montpellier HSC     | FCF Juvisy          | 42  | Sandrine Brétigny       | 12 klubów |
| 2007/08                                          |   |   | 2  | Olympique Lyon      | FCF Juvisy          | Montpellier HSC     | 27  | Laëtitia Tonazzi        | 12 klubów |
| 2008/09                                          |   |   | 3  | Olympique Lyon      | Montpellier HSC     | FCF Juvisy          | 27  | Kátia                   | 12 klubów |
| 2009/10                                          |   |   | 4  | Olympique Lyon      | FCF Juvisy          | Paris Saint-Germain | 19  | Eugénie Le Sommer       | 12 klubów |
| 2010/11                                          |   |   | 5  | Olympique Lyon      | Paris Saint-Germain | Montpellier HSC     | 20  | Laëtitia Tonazzi        | 12 klubów |
| 2011/12                                          |   |   | 6  | Olympique Lyon      | FCF Juvisy          | Montpellier HSC     | 22  | Eugénie Le Sommer       | 12 klubów |
| 2012/13                                          |   |   | 7  | Olympique Lyon      | Paris Saint-Germain | FCF Juvisy          | 24  | Lotta Schelin           | 12 klubów |
| 2013/14                                          |   |   | 8  | Olympique Lyon      | Paris Saint-Germain | FCF Juvisy          | 25  | Gaëtane Thiney          | 12 klubów |
| 2014/15                                          |   |   | 9  | Olympique Lyon      | Paris Saint-Germain | FCF Juvisy          | 34  | Lotta Schelin           | 12 klubów |
| 2015/16                                          |   |   | 10 | Olympique Lyon      | Paris Saint-Germain | Montpellier HSC     | 33  | Ada Hegerberg           | 12 klubów |
| 2016/17                                          |   |   | 11 | Olympique Lyon      | Montpellier HSC     | Paris Saint-Germain | 20  | Ada Hegerberg           | 12 klubów |
| 2017/18                                          |   |   | 12 | Olympique Lyon      | Paris Saint-Germain | Montpellier HSC     | 31  | Eugénie Le Sommer       | 12 klubów |
| 2018/19                                          |   |   | 13 | Olympique Lyon      | Paris Saint-Germain | Montpellier HSC     | 22  | Ada Hegerberg           | 12 klubów |
| 2019/20                                          |   |   | 14 | Olympique Lyon      | Paris Saint-Germain | Girondins Bordeaux  | 16⁠  | Marie-Antoinette Katoto | 12 klubów |
| 2020/21                                          |   |   | 1  | Paris Saint-Germain | Olympique Lyon      | Girondins Bordeaux  | 22  | Marie-Antoinette Katoto | 12 klubów |
| 2021/22                                          |   |   | 15 | Olympique Lyon      | Paris Saint-Germain | Paris FC            | 18  | Khadija Shaw            | 12 klubów |
| 2022/23                                          |   |   | 16 | Olympique Lyon      | Paris Saint-Germain | Paris FC            | 17  | Kadidiatou Diani        | 12 klubów |
| 2023/24                                          |   |   | 17 | Olympique Lyon      | Paris Saint-Germain | Paris FC            | 18  | Tabitha Chawinga        | 12 klubów |

## Statystyka

### Klasyfikacja według klubów
W dotychczasowej historii Mistrzostw Francji na podium oficjalnie stawało w sumie 19 drużyn. Liderem klasyfikacji jest Olympique Lyon, który zdobył 15 tytułów mistrzowskich.
Stan na 1.05.2023.
| Lp. | Klub                          | Miejsca na podium | Miejsca na podium | Miejsca na podium | Zwycięskie sezony                                    |   |   | |
| --- | ----------------------------- | ----------------- | ----------------- | ----------------- | ---------------------------------------------------- | - | - | --- |
| Lp. | Klub                          | 1.                | Olympique Lyon    | 17                | Zwycięskie sezony                                    | 1 | 2 | 2006/07, 2007/08, 2008/09, 2009/10, 2010/11, 2011/12, 2012/13, 2013/14, 2014/15, 2015/16, 2016/17, 2017/18, 2018/19, 2019/20, 2021/22, 2022/23, 2023/24 |
| 2.  | Paris FC (FCF Juvisy)         | 6                 | 8                 | 12                | 1991/92, 1993/94, 1995/96, 1996/97, 2002/03, 2005/06 |   |   | |
| 3.  | VGA Saint-Maur                | 6                 | 2                 | 1                 | 1982/83, 1984/85, 1985/86, 1986/87, 1987/88, 1989/90 |   |   | |
| 4.  | Stade de Reims                | 5                 | 3                 | 0                 | 1974/75, 1975/76, 1976/77, 1979/80, 1981/82          |   |   | |
| 5.  | FC Lyon                       | 4                 | 4                 | 2                 | 1990/91, 1992/93, 1994/95, 1997/98                   |   |   | |
| 6.  | Toulouse FC                   | 4                 | 2                 | 2                 | 1998/99, 1999/00, 2000/01, 2001/02                   |   |   | |
| 7.  | AS Étrœungt                   | 3                 | 1                 | 0                 | 1977/78, 1978/79, 1980/81                            |   |   | |
| 8.  | Montpellier HSC               | 2                 | 4                 | 7                 | 2003/04, 2004/05                                     |   |   | |
| 9.  | Paris Saint-Germain           | 1                 | 11                | 2                 | 2020/21                                              |   |   | |
| 10. | ASJ Soyaux                    | 1                 | 5                 | 0                 | 1983/84                                              |   |   | |
| 11. | EA Guingamp (Saint-Brieuc SC) | 1                 | 1                 | 1                 | 1988/89                                              |   |   | |
| 12. | ESOF La Roche                 | 0                 | 2                 | 0                 |                                                      |   |   | |
| 12. | FCF Hénin-Beaumont            | 0                 | 2                 | 0                 |                                                      |   |   | |
| 14. | JSF Poissy                    | 0                 | 1                 | 0                 |                                                      |   |   | |
| 14. | Caluire FF 1968               | 0                 | 1                 | 0                 |                                                      |   |   | |
| 14. | FC Rouen                      | 0                 | 1                 | 0                 |                                                      |   |   | |
| 14. | US Orléans                    | 0                 | 1                 | 0                 |                                                      |   |   | |
| 18. | Girondins Bordeaux            | 0                 | 0                 | 2                 |                                                      |   |   | |
| 19. | ASPTT Strasbourg              | 0                 | 0                 | 1                 |                                                      |   |   | |

### Klasyfikacja według miast
Siedziby klubów: Stan na 1.05.2023.
| Miasto      | Liczba tytułów | Drużyny                                                   |
| ----------- | -------------- | --------------------------------------------------------- |
| Lyon        | 21             | Olympique Lyon (17), FC Lyon (4)                          |
| Paryż       | 13             | Paris FC (6), VGA Saint-Maur (6), Paris Saint-Germain (1) |
| Reims       | 5              | Stade de Reims (5)                                        |
| Tuluza      | 4              | Toulouse FC (4)                                           |
| Étrœungt    | 3              | AS Étrœungt (3)                                           |
| Montpellier | 2              | Montpellier HSC (2)                                       |
| Guingamp    | 1              | EA Guingamp (1)                                           |
| Soyaux      | 1              | ASJ Soyaux (1)                                            |

### Nagrody

#### Trofeo UNFP
Od sezonu 2000/01 trofeum przyznawane jest najlepszej zawodniczce mistrzostw podczas ceremonii wręczenia pucharu piłkarskiego UNFP.
| Sezon   | Piłkarka                                   | Klub                                       |
| ------- | ------------------------------------------ | ------------------------------------------ |
| 2000/01 | Anne Zenoni                                | Toulouse OAC                               |
| 2001/02 | Marinette Pichon                           | Saint-Memmie Olympique                     |
| 2002/03 | Sandrine Soubeyrand                        | FCF Juvisy                                 |
| 2003/04 | Sonia Bompastor                            | Montpellier HSC                            |
| 2004/05 | Marinette Pichon                           | FCF Juvisy                                 |
| 2005/06 | Camille Abily                              | Montpellier HSC                            |
| 2006/07 | Camille Abily                              | Olympique Lyon                             |
| 2007/08 | Sonia Bompastor                            | Olympique Lyon                             |
| 2008/09 | Louisa Nécib                               | Olympique Lyon                             |
| 2009/10 | Eugénie Le Sommer                          | EA Guingamp                                |
| 2010/11 | Élise Bussaglia                            | Paris Saint-Germain                        |
| 2011/12 | Gaëtane Thiney                             | FCF Juvisy                                 |
| 2012/13 | Lotta Schelin                              | Olympique Lyon                             |
| 2013/14 | Gaëtane Thiney                             | FCF Juvisy                                 |
| 2014/15 | Eugénie Le Sommer                          | Olympique Lyon                             |
| 2015/16 | Amel Majri                                 | Olympique Lyon                             |
| 2016/17 | Dzsenifer Marozsán                         | Olympique Lyon                             |
| 2017/18 | Dzsenifer Marozsán                         | Olympique Lyon                             |
| 2018/19 | Dzsenifer Marozsán                         | Olympique Lyon                             |
| 2019/20 | Edycja odwołana z powodu pandemii COVID-19 | Edycja odwołana z powodu pandemii COVID-19 |
| 2020/21 | Kadidiatou Diani                           | Paris Saint-Germain                        |
| 2021/22 | Marie-Antoinette Katoto                    | Paris Saint-Germain                        |

## Uczestnicy
Są 52 zespołów, które wzięli udział w 30 ligowych sezonach Mistrzostw Francji, które były prowadzone od 1992/93 aż do sezonu 2022/23 łącznie. Żaden z klubów nie był zawsze obecny w każdej edycji.
Pogrubione zespoły biorące udział w sezonie 2022/23.
- 30 razy: Paris FC (FCF Juvisy)
- 29 razy: EA Guingamp (Stade Saint-Brieuc⁠)
- 28 razy: ASJ Soyaux
- 25 razy: Montpellier HSC (Entente Montpellier Le Crès⁠)
- 22 razy: Paris Saint-Germain
- 19 razy: Toulouse FC (Toulouse OAC)
- 18 razy: Olympique Lyon
- 14 razy: ESOF La Roche, FCF Hénin-Beaumont
- 12 razy: FC Lyon⁠
- 11 razy: AS Saint-Étienne (Racing Saint-Étienne)
- 9 razy: Saint-Memmie Olympique, Rodez AF
- 7 razy: VGA Saint-Maur
- 6 razy: FC Vendenheim, FCF Condéen, FF Yzeure Allier Auvergne, Girondins Bordeaux
- 5 razy: CNFE Clairefontaine, FC Fleury, Caluire Saint-Clair SC, Stade Quimpérois
- 4 razy: ASPTT Albi, ASPTT Strasbourg, FC Metz, Dijon FCO, GPSO Issy, JSF Poissy, USO Bruay-Labuissière
- 3 razy: Arras FCF, Celtic Beaumont Marseille, Le Mans FC, Olympique Marseille, Stade de Reims, US Orléans, USCCO Compiègne
- 2 razy: ASF Muret, AS Saint-Quentin, OSC Lille, SC Schiltigheim
- 1 raz: Évreux ACF, AS Montigny-le-Bretonneux, Croix Blanche OSL Angers, CS Blanc-Mesnil, ES Cormelles-le-Royal, FC Félines Saint-Cyr, Tours FC, FF Nîmes Métropole Gard, Le Havre AC, Omnium Sports Monaco, RC Flacé Mâcon, Toulouse Olympique Mirail